# Maestro del Codice di San Giorgio

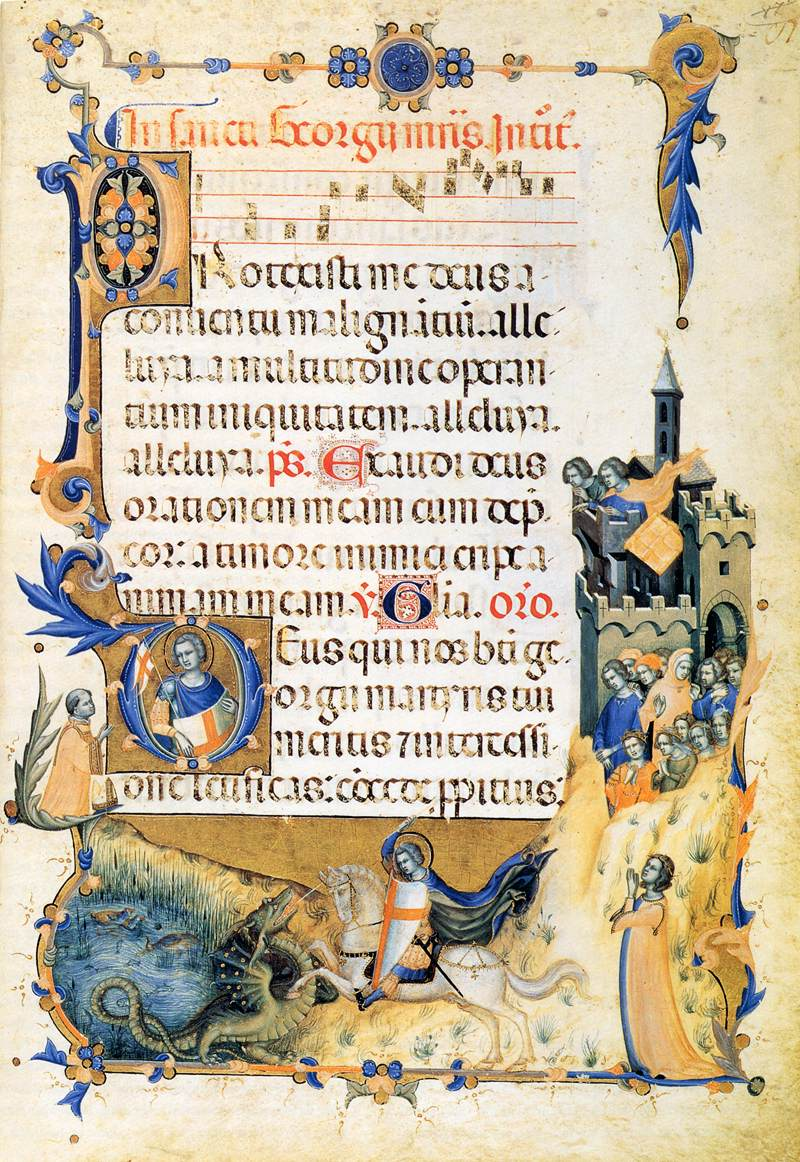
San Giorgio e il drago

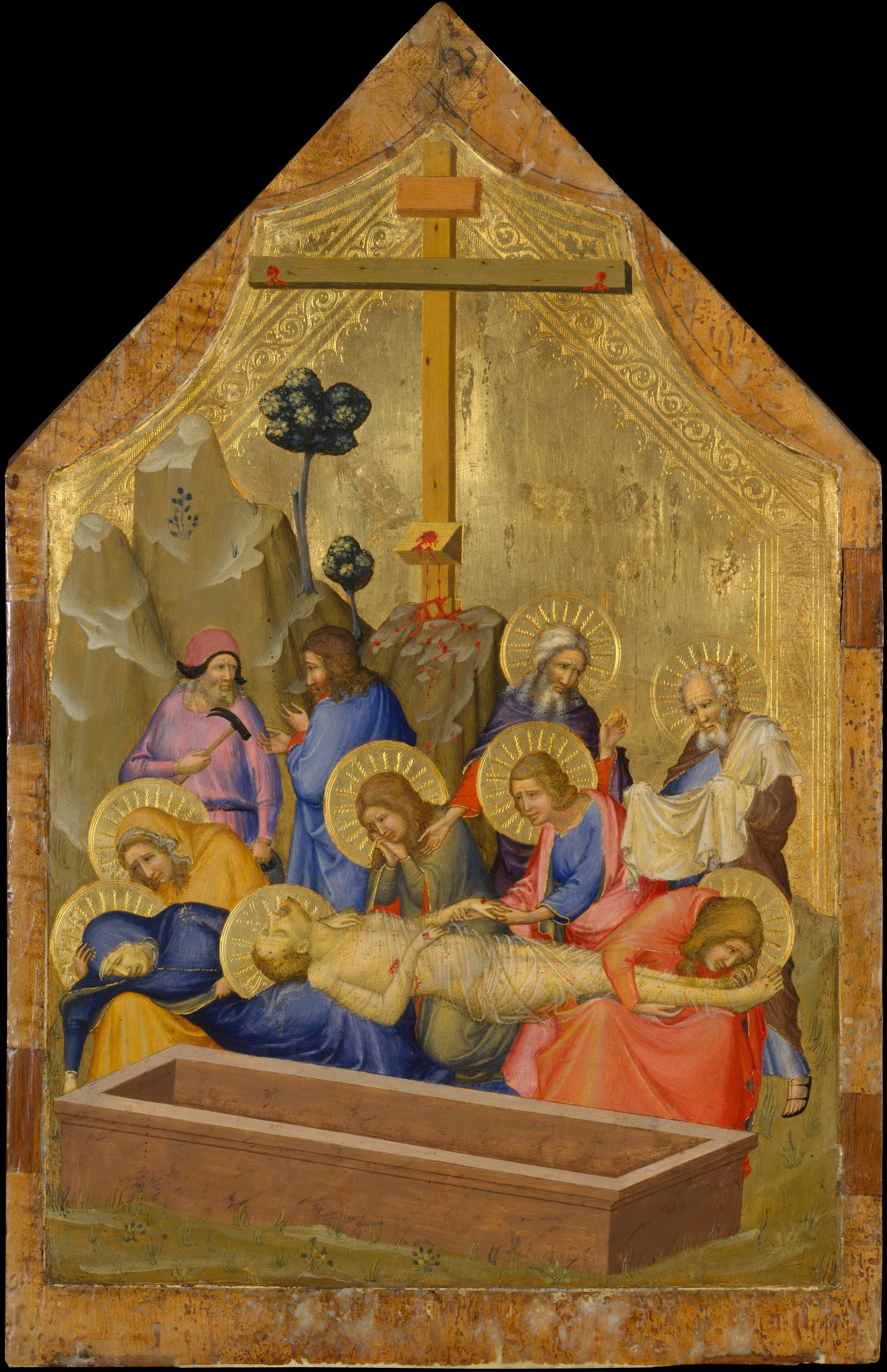
Compianto, Metropolitan Museum

Il Maestro del Codice di San Giorgio (... – XIV secolo) è stato un pittore, miniatore anonimo italiano, attivo ad Avignone e a Firenze nella prima metà del Trecento.

## Biografia
La sua personalità artistica fu definita per la prima volta da De Nicola nel 1908, a partire da un codice miniato della biblioteca romana di San Pietro (c. 129), commissionale dal cardinale Jacopo Stefaneschi, titolare di San Giorgio al Velabro. Tale codice infatti contiene un santorale, una storia agiografica e inni dedicati a san Giorgio, alcuni composti dallo stesso cardinale che ne teneva la diaconia a Roma. Il manoscritto contiene diciotto pagine istoriate, tutte caratterizzate da un'alta qualità esecutiva e una notevole omogeneità stilistica, tra le quali spicca il San Giorgio e il drago (85 r), dipinto in un paesaggio lacustre. 
Lo stesso stile raffinato è stato riconosciuto in altri manoscritti e dipinti su tavola.
Fu influenzato da Simone Martini e Matteo Giovannetti ad Avignone, ebbe comunque una formazione giottesca, su cui innestò elementi più puramente gotici, dall'eleganza fiabesca derivata dalla coeva pittura francese.
Una proposta di identificazione ha fatto il nome di "Jacopo da Camerino", assistente di Jacopo Torriti nei mosaici di San Giovanni in Laterano.

## Opere
Miniature
- Pontificale lat. 15619, Parigi, Biblioteca nazionale di Francia
- Pontificale 86, Boulogne-sur-Mer, Biblioteca municipale
- Codice di San Giorgio c. 129, Roma, archivio di San Pietro
- Messale M. 713, New York, Pierpont Morgan Library
- Una miniatura nel Graduale sanctorum (dalla Badia a Settimo, Scandicci), Roma, Biblioteca Sessoriana, Santa Croce in Gerusalemme
- Diciassette iniziali ritaliate, Berlino, Staatliche Museen,
- Due iniziali istoriate del Liber visionis Ezechielis di Enrico del Carretto lat. 513 (da biblioteca papale di Avignone), Parigi, Biblioteca nazionale di Francia

Dipinti su tavola
- Quattro tavolette con storie di Cristo, divise tra il Metropolitan Museum di New York (2) e il Museo del Bargello di Firenze (2)
- Madonna in trono col Bambino e santi, Firenze, Carmine
- Dittico della Madonna col Bambino e donatore e Crocifissione, collezione privata